# Haval M6
La Haval M6 è un'autovettura prodotta dal 2017 dalla casa automobilistica cinese Great Wall Motors con il marchio Haval.

## Descrizione

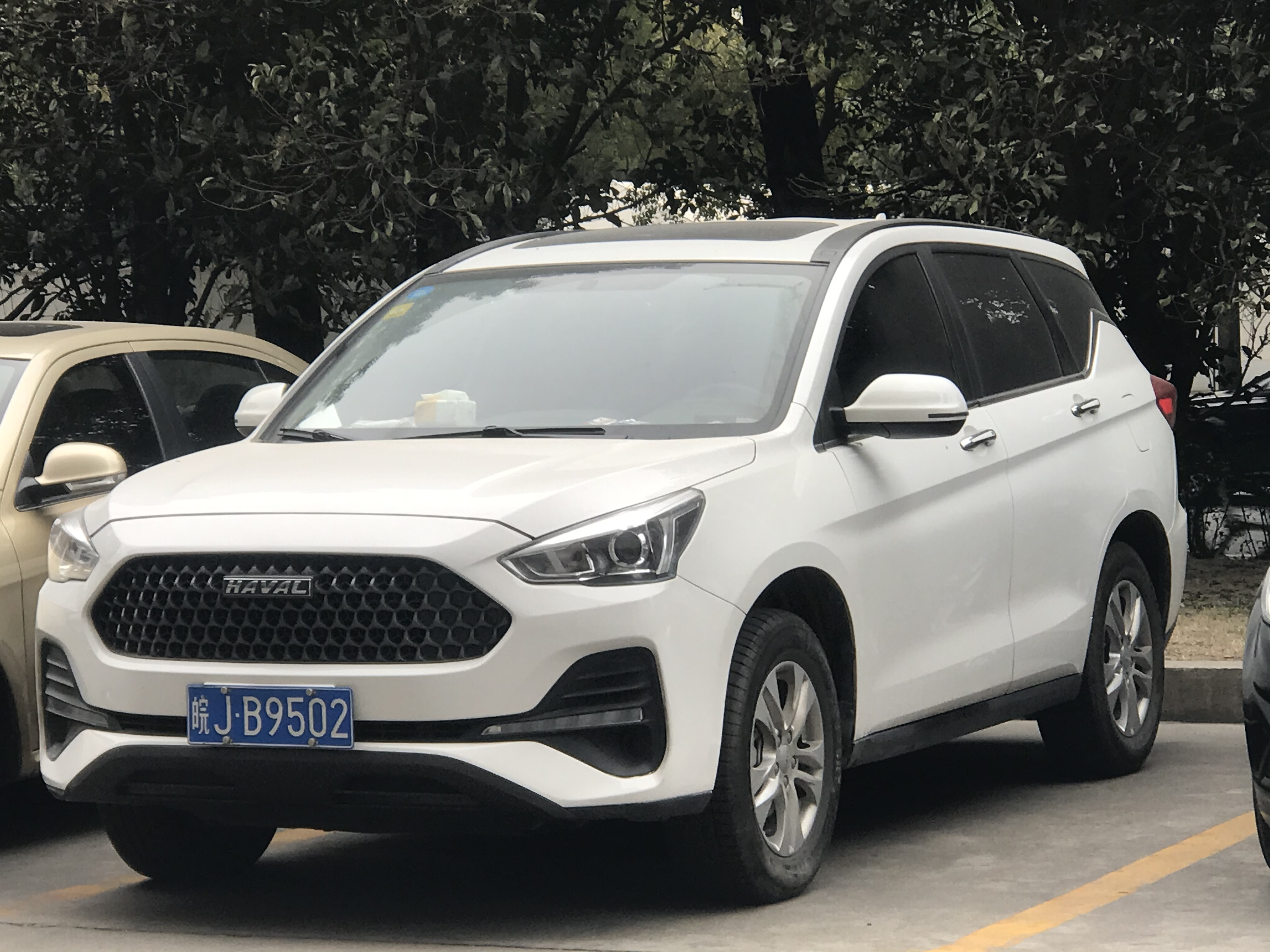
Restyling 2019

La M6 è un crossover di medie dimensioni, che condivide la stessa piattaforma, e funge anche da variante più sportiveggiante, dell'Haval H6 di prima generazione. Il motore dell'Haval M6 è lo stesso dell'Haval H6 di prima generazione, un benzina turbo a 4 cilindri da 1,5 litri che produce 150 CV e 210 Nm di coppia.
La vettura è stata sottoposta ad restyling nel a giugno 2019, caratterizzato da un nuovo frontale con paraurti, griglia anteriore e fari ridisegnati. Il modello aggiornato ha il logo Haval su sfondo nero. Il propulsore resta lo stesso, ma con l'aggiunta di una trasmissione a doppia frizione a 7 velocità aggiunta in alternativa alla trasmissione.